# Giovanni Bongiorni
Giovanni Bongiorni (Pisa, 8 juli 1956) is een voormalige Italiaanse sprinter, die zich heeft gespecialiseerd in de 200 m. Op deze discipline werd hij Italiaans kampioen (eenmaal indoor en eenmaal outdoor). Ook was hij succesvol als estafetteloper. Zo heeft hij het Europees indoorrecord in handen op de 4 x 400 m estafette.

## Biografie
Zijn eerste succes behaalde hij in 1981 met het winnen van de 200 m op de Italiaanse kampioenschappen. Op het EK 1982 werd hij vierde op de 4 x 100 m estafette. Met zijn teamgenoten Pierfrancesco Pavoni, Luciano Caravani en Carlo Simionato finishten ze in een tijd van 38,96. Op 29 september 1983 verbeterde hij met zijn teamgenoten Stefano Tilli, Carlo Simionato en Pietro Mennea in Cagliari, de hoofdstad van het eiland Sardinië, het Europees indoorrecord op de 4 x 400 m estafette tot 1.21,10.
Het jaar erop boekte hij zijn beste individuele prestatie van zijn sportcarrière. Op de Europese indoorkampioenschappen 1984 in Göteborg won hij een bronzen medaille op de 200 m. Met een tijd van 21,48 eindigde hij achter de Sovjet-Rus Aleksandr Jevgenjev (goud; 20,98) en de Britse Ade Mafe (zilver; 21,34).
Op de Olympische Spelen van Los Angeles later dat jaar nam hij met zijn teamgenoten Antonio Ullo, Stefano Tilli en Pietro Mennea deel aan de 4 x 100 m estafette. Met een vierde plek een tijd van 38,87 seconden eindigden hij achter de estafetteploegen uit de Verenigde Staten (goud; 37,83), Jamaica (zilver; 38,62) en Canada (brons; 38,70).

## Titels
- Italiaans kampioen 200 m (outdoor) - 1981
- Italiaans kampioen 200 m (indoor) - 1986

## Persoonlijke records
- 100 m - 10,3 (1983)

## Prestaties
| Jaar | Wedstrijd         | Plaats      | Resultaat | Onderdeel         | Tijd  |
| ---- | ----------------- | ----------- | --------- | ----------------- | ----- |
| 1982 | EK                | Athene      | 4e        | 4x100 m estafette | 38,96 |
| 1984 | EK indoor         | Göteborg    | 3e        | 200 m             | 21,48 |
| 1984 | Olympische Spelen | Los Angeles | 4e        | 4x100 m estafette | 38,87 |

## Palmares

### 200 m
- 1984:  EK indoor - 21,48 s